# Meckatzer Löwenbräu
Meckatzer Löwenbräu est une brasserie à Meckatz (de), un quartier de Heimenkirch.

## Histoire
Les racines de l'entreprise de Meckatz dans le Westallgäu (de) remontent à 1738. La brasserie s'appelle à l'origine que Löwenbräu, mais doit être renommée au début du XXe siècle en raison du risque de confusion avec la brasserie Löwenbräu à Munich. En 1905, une demande est déposée auprès de l'Office impérial des brevets de Berlin pour que la marque Meckatzer Weiss-Gold soit enregistrée. Elle est légalement enregistrée en 1908 en tant que première marque de bière de l'Allgäu.
La brasserie Meckatzer zum Löwen est fondée en 1738 par Josef Fässler. En 1853, elle devient la propriété de la famille Weiss lorsque Gebhard Weiss acquiert la brasserie de campagne en faillite. Avec sa femme, Lena Weiss, il développe l'entreprise. Après la mort de Gebhard Weiss, Lena Weiss renonce à vendre la brasserie et s'occupe elle-même de l'entreprise et de ses employés. Leur fils Benedikt Weiss devient l'unique propriétaire de la brasserie en 1896. Il assure l'avenir de l'entreprise familiale avec un nouveau bâtiment.
Dans les années 2020, l'entreprise appartient à la quatrième génération et est dirigé par Matthias Tomasetti et Michael Weiß à partir de 2020. Ce dernier est président de l'Association des brasseurs bavarois (de) jusqu'en 2011 ; en 2014, il reçoit la médaille de l'Ordre du Mérite de la République fédérale d'Allemagne pour ses nombreuses années de travail avec l'Association des brasseurs bavarois.
La production de la brasserie passe de 6 000 hl en 1900 à 14 000 hl en 1914. Au cours de l'année brassicole 1974-1975, plus de 100 000 hl de bière sont produits pour la première fois ; En 2014, il était de 170 000 hl.

## Production
Bières de fermentation basse
- Bock
- Fest-Märzen
- Hell
- Leichtes Helles
- Pils
- Weiss-Gold
- Weiss-Gold Alkoholfrei
- Zwickelbier

Bières de fermentation haute
- Leichtes Weizen
- Urweizen
- Weizen
- Weizen Alkoholfrei

Panaché